# FIFA 06
FIFA 06, cunoscut și ca FIFA Soccer 06 și FIFA Football 06, este un joc video produs de Electronic Arts, al treisprezecelea din seria FIFA și al zecelea în 3D. A fost dezvoltat de EA Canada și lansat în Statele Unite pe 4 octombrie 2005 pentru PlayStation 2, Xbox, GameCube, Windows, PlayStation Portable, Game Boy Advance, Nintendo DS și, mai târziu, pentru telefonul mobil.
A fost ultimul joc din seria FIFA lansat pentru a șasea generație de console. Sloganurile jocului sunt „You play. They obey.” (Tu joci. Ei se supun) și „The total soccer experience.” (Experiența totală a fotbalului). În total, FIFA 06 a vândut peste 3,6 milioane de copii.
Jocul are cinci coperți diferite, fiecare cu alți jucători, depinzând de regiunea în care a fost vândut jocul.
Ronaldinho și Wayne Rooney sunt prezenți pe versiunea europeană, braziliană și australiană a coperții, iar Freddy Adu, Ronaldinho, și Omar Bravo pe versiunea nord-americană. Versiunea germană îi are în prim-plan pe Lukas Podolski și Ronaldinho, iar cea sud-coreeană pe Park Chu-Young.
Comentariile pentru versiunea engleză a jocului au fost în registrate de Andy Gray și Clive Tyldesley.

## Ligi
FIFA 06 include 27 de ligi licensiate. Mai sunt: o ligă a echipelor naționale și una a restului lumii care include alte echipe notabile din lume.
| - T-Mobile Bundesliga - Jupiler Pro League - Campeonato Brasileiro - SAS Ligaen - Eredivisie - FA Premier League - Coca-Cola Football League Championship - Coca-Cola Football League One - Coca-Cola Football League Two - Ligue 1 - Ligue 2 - Bundesliga - 2. Bundesliga | - Serie A - Serie B - K-League - Primera División de México - Major League Soccer - Tippeligaen - Ekstraklasa - SuperLiga Galp Energia - Scottish Premier League - La Liga - Segunda División - Allsvenskan - Axpo Super League |

### Restul lumii
- Kaizer Chiefs
- Orlando Pirates
- Șahtior Donețk
- River Plate
- Boca Juniors
- Fenerbahçe S.K.
- Galatasaray S.K.

### Echipe naționale
FIFA 06 are 39 de echipe naționale. Cele mai notabile reprezentative care lipsesc sunt cele a Japoniei (deși a ajuns în șaisprezecimile CM 2002, dar drepturile de licențiere aparțin companiei Konami), Coreea de Sud, Țărilor de Jos și a Ucraina (deși a ajuns în sferturile CM 2006).
| - Argentina - Australia - Austria - Belgia - Brazilia - Bulgaria - Camerun - China - Costa Rica - Croația - Cehia | - Danemarca - Anglia - Finlanda - Franța - Germania - Grecia - Ungaria - Italia - Mexic - Nigeria - Norvegia | - Paraguay - Polonia - Portugalia - Irlanda - Irlanda de Nord - România - Rusia - Scoția - Slovenia - Spania - Suedia | - Țara Galilor - Elveția - Tunisia - Turcia - Statele Unite ale Americii - Uruguay |

### Echipe speciale
Jocul are două echipe speciale formate din fotbaliști importanți retrași din activitate (Classic XI) și care erau în activitate în 2006 (World XI). Ambele au ca teren de acasă Stadionul Cardiff Millennium. Pot fi cumpărate cu puncte din „Fan Shop”.
Echipa Classic XI:
| Nr. | Naționalitate | Post     | Nume                        | Echipe importante                                          |
| --- | ------------- | -------- | --------------------------- | ---------------------------------------------------------- |
| 1   | SWE           | Portar   | Thomas Ravelli              | Göteborg                                                   |
| 2   | BRA           | Fundaș   | Carlos Alberto              | Fluminense, Santos, New York Cosmos                        |
| 3   | GER           | Fundaș   | Andreas Brehme              | Kaiserslautern, Internazionale                             |
| 4   | ITA           | Fundaș   | Giacinto Facchetti          | Internazionale                                             |
| 5   | GER           | Fundaș   | Franz Beckenbauer (Căpitan) | Bayern München, New York Cosmos                            |
| 6   | ITA           | Fundaș   | Franco Baresi               | AC Milan                                                   |
| 7   | FRA           | Atacant  | Eric Cantona                | Auxerre, Marseille, Nîmes, Leeds United, Manchester United |
| 8   | ESP           | Atacant  | Amancio Amaro               | Deportivo La Coruña, Real Madrid                           |
| 9   | MEX           | Atacant  | Hugo Sánchez                | UNAM Pumas, Atlético Madrid, Real Madrid                   |
| 10  | BRA           | Mijlocaș | Zico                        | Flamengo, Udinese, Kashima Antlers                         |
| 11  | FRA           | Atacant  | Jean-Pierre Papin           | Club Brugge, Marseille, AC Milan, Bayern München           |
| 12  | ROU           | Mijlocaș | Gheorghe Hagi               | Steaua București, Real Madrid, Galatasaray                 |
| 13  | GER           | Atacant  | Rudi Völler                 | Werder Bremen, Bayer Leverkusen, Roma, Marseille           |
| 14  | ITA           | Mijlocaș | Gianni Rivera               | AC Milan                                                   |
| 15  | POL           | Mijlocaș | Zbigniew Boniek             | Widzew Łódź, Juventus, Roma                                |
| 16  | GHA           | Mijlocaș | Abedi Pele                  | Marseille, 1860 München                                    |
| 17  | FRA           | Fundaș   | Marius Trésor               | Marseille, Bordeaux                                        |
| 18  | NED           | Mijlocaș | Ronald Koeman               | Groningen, Ajax, PSV, Feyenoord, Barcelona                 |
| 19  | NZL           | Atacant  | Wynton Rufer                | Werder Bremen, Zürich                                      |
| 20  | BRA           | Mijlocaș | Leonardo                    | Flamengo, São Paulo, AC Milan                              |
| 21  | AUT           | Atacant  | Hans Krankl                 | Rapid Wien, Barcelona                                      |

Echipa World XI:
| Nr. | Naționalitate | Post     | Nume                      | Echipă            |
| --- | ------------- | -------- | ------------------------- | ----------------- |
| 1   | GER           | Portar   | Oliver Kahn               | Bayern München    |
| 2   | ENG           | Fundaș   | Ashley Cole               | Arsenal           |
| 3   | ENG           | Fundaș   | John Terry                | Chelsea           |
| 4   | ITA           | Fundaș   | Alessandro Nesta          | AC Milan          |
| 5   | BRA           | Fundaș   | Roberto Carlos            | Real Madrid       |
| 6   | POR           | Mijlocaș | Cristiano Ronaldo         | Manchester United |
| 7   | FRA           | Mijlocaș | Zinedine Zidane (Căpitan) | Real Madrid       |
| 8   | BRA           | Mijlocaș | Ronaldinho                | Barcelona         |
| 9   | Cehia         | Mijlocaș | Pavel Nedvěd              | Juventus          |
| 10  | BRA           | Atacant  | Ronaldo                   | Real Madrid       |
| 11  | ENG           | Atacant  | Wayne Rooney              | Manchester United |
| 12  | ITA           | Portar   | Gianluigi Buffon          | Juventus          |
| 13  | ITA           | Fundaș   | Paolo Maldini             | AC Milan          |
| 14  | FRA           | Mijlocaș | Patrick Vieira            | Juventus          |
| 15  | ENG           | Mijlocaș | Steven Gerrard            | Liverpool         |
| 16  | UKR           | Atacant  | Andriy Shevchenko         | AC Milan          |
| 17  | CMR           | Atacant  | Samuel Eto'o              | Barcelona         |
| 18  | GER           | Atacant  | Lukas Podolski            | Köln              |
| 19  | Cehia         | Portar   | Petr Čech                 | Chelsea           |
| 20  | ENG           | Mijlocaș | Frank Lampard             | Chelsea           |
| 21  | ARG           | Fundaș   | Roberto Ayala             | Valencia          |
| 22  | NED           | Fundaș   | Jaap Stam                 | AC Milan          |
| 23  | BRA           | Atacant  | Adriano                   | Internazionale    |

### Stadioane
FIFA 06 are 42 de stadioane, dintre care 29 există și în realitate (Condițiile vremii și ora la care se dispută meciul pot fi schimbate pentru orice meci): 
| - Amsterdam Arena, Țările de Jos (Ajax) - Anfield, England (Liverpool) - Atatürk, Turcia 1 - Azteca, Mexic1 (Club América) - BayArena, Germania (Bayer Leverkusen) - Bessa, Portugalia (Boavista) - Caldrón, Spania (Atlético Madrid) - Camp Nou, Spania (FC Barcelona) - Constant Vanden Stock, Belgia (Anderlecht) - Daegu Sports Complex, Coreea de Sud (Daegu FC) - Stadio delle Alpi, Italia (Juventus, Torino) - Estádio do Dragão, Portugalia1 (Porto) - Estádio da Luz, Portugalia (Benfica) - Félix Bollaert, Franța (Lens) - Hamburg Arena, Germania (Hamburg) | - Highbury, Anglia (Arsenal) - José Alvalade, Portugalia (Sporting CP) - Mestalla, Spania1 (Valencia) - Millennium Stadium, Țara Galilor1 - Stade de Gerland, Franța (Lyon) - Old Trafford, Anglia1 (Manchester United) - Parc des Princes, Franța1 (Paris Saint-Germain) - San Siro, Italia1 (Milan, Internazionale) - Santiago Bernabéu, Spania (Real Madrid) - Seoul Sang-Am, Coreea de Sud (FC Seoul) - St James' Park, Anglia (Newcastle United) - Stade Vélodrome, Franța (Marseille) - Stamford Bridge, Anglia (Chelsea) - Westfalenstadion, Germania (Borussia Dortmund) |

1 Stadioane folosite și de echipele naționale respective. 

## Coloană sonoră
FIFA 06 are o mare varietate de melodii din jurul lumii. Este alcătuită din 39 de melodii:
| - 3D Voz - Fiesta - AK4711 - Rock - Athena - Tam Zamanı Șimdi - Bloc Party - Helicopter - Blues Brother Castro - Flirt - boTECOeletro - Coco Nutz Mass 1 - Boy - Same Old Song - Carlinhos Brown & DJ Dero - Nabika - Damian Marley - "Welcome to Jamrock" - Dogs - London Bridge - Doves - Black and White Town - Duels - Potential Futures - Embrace - Ashes - Hard-Fi - Gotta Reason - Jamiroquai - Feels Just Like It Should 1 - Kaos - Now and Forever - Kinky - Coqueta - K'naan - Soobax - KYO - Contact - LCD Soundsystem - Daft Punk Is Playing At My House | - Linea 77 - Inno All'Odio - Mando Diao - God Knows - maNga - Bir Kadın Çizeceksin - Marcelinho da lua - Tranqüilo - Nine Black Alps - Cosmopolitan - Oasis - Lyla 1 - Paul Oakenfold - Beautiful Goal 1 - Röyksopp - Follow My Ruin - Selasee - Run - Soshy - The Way I - Subsonica - Corpo a Corpo - Teddybears STHLM - Cobrastyle - The Departure - Be My Enemy - The Film - Can You Touch Me - The Gift - 11.33 - The Gipsys - La Discoteca - The Rakes - Strasbourg - Vitalic - My Friend Dario - Yerba Buena - Cityzen Citysoy |